# اچ‌ام‌اس ناتینگهام (۱۹۱۳)
اچ‌ام‌اس ناتینگهام (۱۹۱۳) (به انگلیسی: HMS Nottingham (1913)) یک زیردریایی بود که طول آن ۴۵۷ فوت (۱۳۹٫۳ متر) بود. این زیردریایی در سال ۱۹۱۳ ساخته شد.